# Tiszaújváros

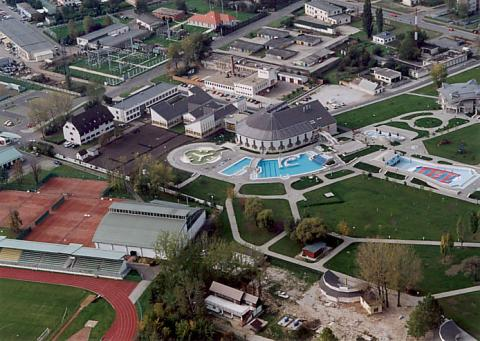
Tiszaújváros.

Tiszaújváros (till 1970 Tiszaszederkény, 1970−1991 Leninváros) är en stad i nordöstra Ungern. Den ligger nära floden Tisza, cirka 35 km sydost om Miskolc. Tiszaújváros är, i likhet med Dunaújváros, en planerad stad och grundades 1955. Staden har 15 156 invånare (2019).
Staden präglas av kemisk industri. Den byggdes intill byn Tiszaszederkény och tog i början byns namn, innan namnet 1970 ändrades till Leninváros. 1991 ändrades namnet till Tiszaújváros, som betyder "Tiszas nya stad".